# Бојан Малешевић
Бојан Малешевић (Београд, СФРЈ, 27. јун 1980) јесте бивши српски кошаркаш и садашњи кошаркашки тренер.

## Биографија
Бојан Малешевић је рођен 27. јуна 1980. године у Београду, СФРЈ. Од своје прве године па све до завршетка средње школе живео је на Нoвом Београду где је и започео своју играчку каријеру 1998. Бојан Малешевић говори српски, енглески, руски, чешки, кинески и арапски језик.

## Играчка каријера
Бојан Малешевић је играо за Беопетрол кадетски и јуниорски тим, a током 1998—2000. ушао је у први тим Беопетрол. После тога, из Београда (Југославија) је прешао у Чешку и током 2000—2002. наступао је за БК Трига Еприн Брно, а током 2002—2003. године за Остаколор Пардубице. Наставио је каријеру у Екатеринбург Еурас (Русија) где је играо од 2003. до 2004. У фебруару поставио је рекорд у асистенцијама 15 на једној утакмици. Cезону 2004/2005. потписао је за ВЕФ Рига (Летонија), ВТБ Лига, где је сарађивао ca Игорс Mиглиниексом — олимпијским шампионом.
Сезону 2005/2006. наставио је у Азоти Униа Трнов (Пољска) и у марту је поставио рекорд у асистенцијама 18 на једној утакмици. Период од 2006. до 2007. провео је у Пајкан техеран (Иран) и у априлу потписао за Азоти Рустави за плеј оф (Грузија) и освојио титулу. Током 2007/2008. играо је у АЛ Хилал (Саудијска Арабија),где такође потписује спонзорски уговор а сезонe 2008—2016. провео је у АЛ Низва (Султанат Оман).
Најплаћенији је у историји лиге и учествовао је на Арапском купу у Дубаију (УАЕ), Галф купу у Бахреину, Катару и Азијским играма у Либану. Cезоне 2016/2018. провео је у БК Колин (Чешка) за НБЛ и НБЛ куп, а у јануару потписао је за АЛ Низва (Султанат Оман) за плеј оф и Галф куп.
Почео је сезону као играч са сјајном статистиком, али због озбиљне повреде прешао је у тренере и прикључио се Сакраменто кингсима. Власник је тренерске академије у Београду и ради са звездама Евролиге, ЦБА и НБА. Предавач је на тренерским клиникама у Мускату и Пекингу.

## Тренерска каријера
Период од 2018. до 2022. провео је са Сакраменто кингсима (САД) и касније се прикључио АЛ Низви (Султанат Оман). Kасније провешће на НБА Азија тур Кина-Пекинг и после потписује уносан уговор за Национални тим (Султанат Оман) за ГСС у Кувајту.
Период од 2022 до 2023 проводи на НБА Африка тур и касније се прикључио Гифт Старс добитник је председничке медаље и велика звезда ,славан у земљама арапске лиге,осваја премијер лигу,супер куп и проглашен је најбољим тренером где упознаје председника и премијера земље.
Сезонe 2023/2025 прелази на нови ниво - водећа,лидерска позиција у организацији као специјални саветник,менаџер,тренер-Кинеска организација Шанкси ЦБА-где потписује такође спонзорски уговор и постаје пријатељ са Кинеским милијардером. Након тога прешао је у Шангај Шарксe на позицију главног инструктора, а такође је радио и са женском и мушком репрезентацијом Кине.

## Успеси
Успеси Бојана Малешевића:
- Југославија — Национални тим 2001, 2002.
- Чешка Република — учешће у утакмици свих звезда, најбољи асистент лиге 2002/03.
- Русија — утакмица свих звезда и најбољи асистент лиге 2004.[13]
- Летонија — утакмица свих звезда и најбољи асистент лиге 2005.
- Пољска — најбољи плејмејкер лиге 2006.[3]
- Иран — најбољи асистент лиге 2006.
- Грузија — утакмица свих звезда и шампион 2007.
- Саудијска Арабија — шампион купа и лиге 2008;[14] у јануару 2008. поставља светски рекорд 33 асистенције[15]
- Султанат Оман — шампион Купа и Лиге сваке године[16] 2008, 2009, 2010, 2011, 2012, 2013, 2014, 2015. и 2016.
- Кина — најбољи тренер Азијског Купа 2020.[17]
- Кина — НБА Азија тур[10] .Mушка и женска репрезентација Кине 2021/22,23,24,25
- Африка — најбољи тренер 2022/2023
- Прва НБА Елитни ниво светски шампион,рекордер,тренерска клиника ,камп[18]—  директор 2022,2023,2024,2025